# Herzog von Saldanha

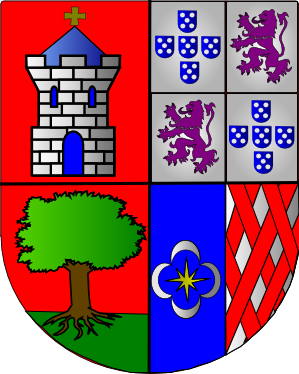
Wappen der Herzöge von Saldanha

Herzog von Saldanha (portugiesisch Duque de Saldanha) ist ein seit 1846 bestehender portugiesischer erblicher Adelstitel. Er wurde João Carlos de Saldanha Oliveira e Daun, und seinen Nachkommen am 4. November 1846 von Königin Maria II. verliehen. Die Mutter des 1. Herzogs stammte aus dem ursprünglich deutschen Adelsgeschlecht Daun, dessen Wappen die Herzöge von Saldanha noch heute haben. Seit dem dritten Träger des Titels wird die Würde eines Herzogs nicht mehr geführt. Die Familie führt stattdessen den Titel eines Markgrafen von Saldanha (portugiesisch Marquês de Saldanha).

## Liste der Herzöge von Saldanha
- 1. Herzog von Saldanha: João Carlos de Saldanha Oliveira e Daun, (1790–1876) bedeutender portugiesischer Staatsmann und liberaler General.
- 2. Herzog von Saldanha: João Carlos de Saldanha Oliveira e Daun (1825–1880), Sohn des ersten Herzogs.
- 3. Herzog von Saldanha: José Augusto de Saldanha Oliveira e Daun (1894–1970), Enkel des zweiten Herzogs.
- 4. Herzog von Saldanha: José Augusto de Saldanha Oliveira e Daun (1921–2011), Sohn des dritten Herzogs
- 5. Herzog von Saldanha: João Carlos Duarte de Saldanha e Daun (* 1947)